# Anders Fogh Jensen
Anders Fogh Jensen (født 13. maj 1973) er en dansk filosof, forfatter og foredragsholder. Han er cand. phil. i filosofi fra Odense Universitet, Licencié en philosophie og Diplomé d’Etudes Approfondies fra Université de Paris I, Panthéon-Sorbonne og Ph.D. fra Institut for Kunst- og Kulturvidenskab, Københavns Universitet.
Jensen har skrevet flere bøger og artikler om blandt andet Michel Foucault, Pierre Bourdieu, projektarbejde og pseudoarbejde. Han har tidligere været ansat i en række eksterne lektorater på AU, KU, SDU og CBS, som amanuensis på KU, som adjunkt på professionshøjskolen Metropol, undervist i filosofi på Borups Højskole, og var fra 2018 til 2019 forstander på Vestjyllands Højskole. Pt. er han ekstern lektor i pædagogisk filosofi ved Aarhus Universitet.

### Artikler (Peer reviewed)
- 2016	Jensen, A., Thuesen, C., & Geraldi, J. (2016): “The projectification of everything: Projects as a human condition.” in Project Management Journal, 47(3); pp.21-34.

### Udvalgte artikler (eneforfatter)
- 2020 "Efterskrift om det ene og det andet" i Caspar Wenzel Thornøe: Hegels filosofi, Kbh.: Fønix 2020
- 2020 "Retfærdighed"  af Anders Fogh Jensen in Herbst, Martin (red.): Dannelses fordring, De syv dyder i går og i dag, Forlaget Eksistensen 2020
- 2020 "Epidemiernes historiske samfundsaftryk. Corona set i historiens lys" in Ole B. Jensen & Nikolaj Schulz, Det epidemiske samfund, Hans Reitzel 2020
- 2017 "Forvandlingen" forord til Jobs bog. København: Bibelselskabet
- 2013 ”Gevangenis, kerke, voetbalveld. Of hoe de maatschppij én projectmaatschappij is geworden.” Mechelen: Contour, 2013.
- 2013 ”Prison, Church, Football pitch. Or how society became a project society.” Mechelen: Contour, 2013.
- 2013 ”Tale der virker. Godt” ” in Modersmålselskabets årbog 2013: Ord til anden.
- 2013 ”Filosofi er et liv” in Grundbog i anvendt filosofi Aalborg: Mindspace.
- 2012 ”Odysseus gave” in Skal livet ligne en slutspurt? Aarhus: Klim.
- 2011 ”Kapitalisme og kritik. Boltanski & Chiapello” in Venstrefløjens nye tænkere., Århus: Slagmark.
- 2010 ”Om samling og glemsel” in Kaspar Bonnen: Samling Odense: Brandts Klædefabrik.
- 2004 ”Befrielsens styresystem” in Dalager og Jørgensen (red.): Tid til respekt, København: Socialpolitisk forlag.
- 2003 ”Indledning” in Michel Foucault: Galskabens historie. Frederiksberg: Det lille forlag.
- 2002 ”Indledning” in Michel Foucault: Overvågning og straf. Frederiksberg: Det lille forlag.

### Udvalgte foredrag og medieindslag
- The Project Society (DR2 Deadline)
- The Meaning of Life (DR2)
- Longing
- Fragmentation
- Education/Bildung
- The Project Society
- Mythology
- The History of Love
- Kierkegaard – How Should I Live My Life
- Foucault – Systems of Thought
- Nietzsche – Philosophy of Life